# Magnises

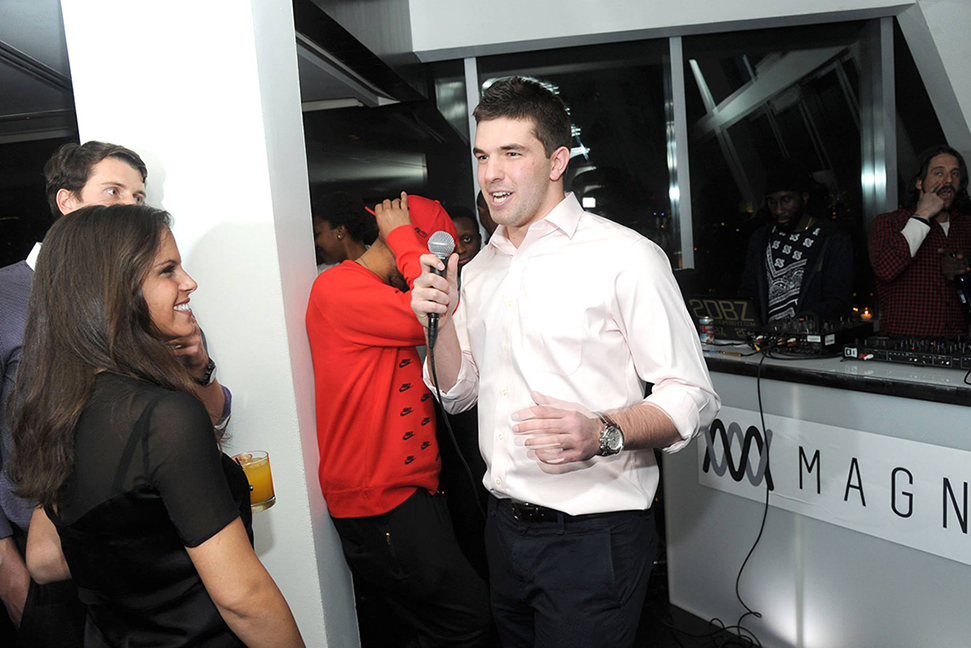
Billy McFarland en un evento de Magnises en 2014.

Magnises fue un club de membresía basado en tarjetas cofundado por el estafador convicto Billy McFarland en agosto de 2013. Al igual que en Fyre Festival, otra estafa de McFarland, Ja Rule fue el portavoz. La tarjeta del club no era en sí misma una tarjeta de crédito real; los miembros podían usarla para realizar compras solo vinculándola primero a una de sus cuentas de tarjeta de crédito preexistentes.

## Historia

### Beneficios de la tarjeta
La tarjeta homónima de la compañía, dirigida a los millennials, fue ampliamente comparada con la «Black Card» de American Express (oficialmente conocida como Centurion Card). Las similitudes entre las dos tarjetas incluyen que ambas eran negras, estaban hechas de metal y prometían beneficios exclusivos a los miembros. Sin embargo, a pesar de las apariencias, la tarjeta de Magnises no era una verdadera tarjeta de cargos; en cambio, cada tarjeta copiaba la información de la banda magnética de la tarjeta existente de Wells Fargo o Bank of America del cliente, para luego usarla como sustituto. En diciembre de 2013, la empresa contaba con unos 500 miembros. Los beneficios ofrecidos a los miembros incluyeron acceso vip a clubes, descuentos en hoteles y varios eventos exclusivos.

### Operaciones de negocios
Inicialmente, la empresa tenía su sede en un petit hôtel alquilado en el barrio West Village de Manhattan, Nueva York, Nueva York. El propietario de esta casa presentó una demanda contra McFarland en 2015, alegando que McFarland había «destrozado» el edificio, acusaciones que él negó. El caso se resolvió en enero de 2016 y posteriormente la empresa trasladó su sede al barrio de Chelsea en Manhattan. En 2016, operaba en la ciudad de Nueva York y Chicago y, según McFarland, su membresía había aumentado a decenas de miles.

### Quiebra y fraude
Después de que el Fyre Festival de McFarland terminara en un desastre de alto perfil en 2017, Magnises supuestamente rescindió el contrato de arrendamiento de su oficina de Chelsea y su sitio web dejó de permitir que se registraran nuevos clientes. La empresa ha sido descrita retrospectivamente como una estafa. En junio de 2018, después del Fyre Festival, McFarland fue arrestado nuevamente por vender entradas falsas para el Festival de Coachella y la Met Gala (aparentemente sin considerar el hecho de que la lista de la gala es aprobada personalmente por la propia Anna Wintour), siendo acusado de adquirir hasta $ 100 000 de esta manera. Posteriormente, McFarland fue sentenciado a seis años de prisión federal por varios fraudes relacionados con el Fyre Festival.